# 水沢友香
水沢 友香（みずさわ ゆか、1986年11月3日 - ）は日本の元グラビアアイドル。奈良県出身。元イーキャスト所属。DJ黒髪のリリーと改名しDJとして活躍。

## 来歴・人物
主に「クリーム」などのお菓子系グラビア誌で活躍。

## 出演

### テレビ
ドラマ
- もりすぎッ!（東海テレビ）-OL役

バラエティ
- たかじんTV非常事態宣言（読売テレビ（ytv））初代 番組マスコットガール
- グラビアの美少女（MONDO21）
- バキバキ☆ビート!Ⅱ（サンテレビ）DJ黒髪のリリーとして出演

### ラジオ
- やまだひさしのラジアンリミテッドDX（TOKYO FM）
- レコ☆オン 〜recommend music〜（FM OH!）
- 10BLOCKS（Kiss FM KOBE、2018年10月1日 - 2019年10月4日）

### 写真集
1. 制服（2007年6月、ワイレア出版、撮影：中村誠作）ISBN 978-4813020622
2. WXY（2007年9月、彩文館出版、撮影：郡司大地）ISBN 978-4775602430

### DVD
1. CREAM SODA（2006年5月26日、デジソニック）
2. Fresh（2006年8月11日、マーレ）
3. Love motion（2006年11月25日、英知出版）
4. ゆかりん・あ・ら・もーど（2007年1月25日、GPミュージアムソフト）
5. Angel & Devil（2007年9月28日、彩文館出版）
6. めっちゃ!ええ感じ(2008年5月21日、イーネットフロンティア)
7. いけない放課後(2008年12月19日、ぶんか社)

### 映画
- クローズZERO II

## 雑誌
1. bejean白娘隊（GOT）4月号